# Artajona
Artajona (en euskera Artaxoa) es una villa y un municipio español de la Comunidad Foral de Navarra, situado en la merindad de Olite, en la comarca de Tafalla y a 31 km de la capital de la comunidad, Pamplona. Su población en 2024 fue de 1774 habitantes (INE).

## Geografía
La villa de Artajona se asienta en la parte central de la Comunidad Foral de Navarra, en la denominada Zona Media. Su término municipal tiene de superficie 67,14 km² y limita al norte con Añorbe y Obanos; al este con Barásoain, Garínoain y Pueyo; al oeste con Mendigorría y Larraga; y al sur con Tafalla y Larraga.

## Historia

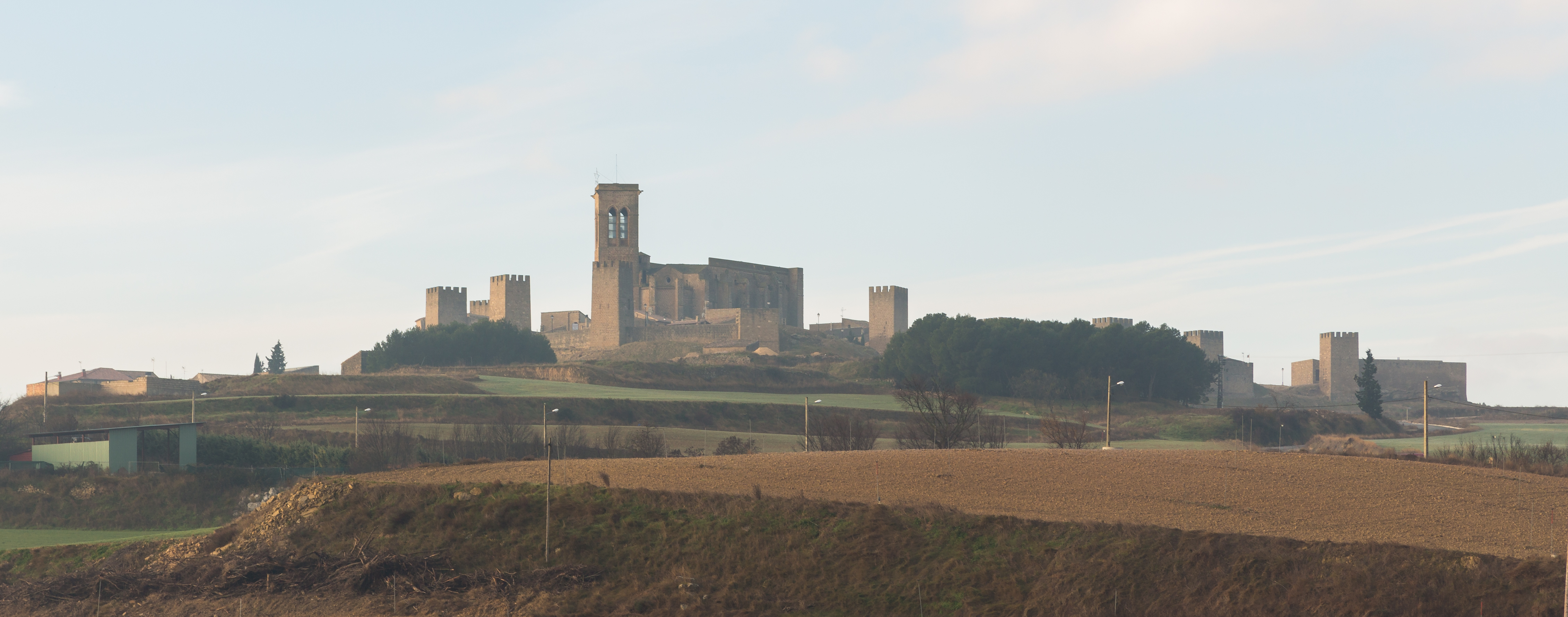
Vista lejana del cerco

Se localiza en su término municipal el grupo dolménico más meridional de Navarra. El mismo comprende dos monumentales dólmenes (Portillo de Enériz y la Mina de Farangortea), descubiertos por Tomás López Sellés y Baltasar Andueza, y excavados por Fernández Medrano y Juan Maluquer de Motes. De una espectacular construcción, muestran amplios sepulcros de galería con losa de separación o ventana situados en medio de túmulos de más de 20 m de diámetro por 2,5 m de altura. Al no ajustarse a ninguno de los tipos habitualmente aceptados como primarios dentro de las tipologías megalíticas, es razonable interpretarlos como una variante particular situada a medio camino entre los tipos con base en galerías cubiertas y los sepulcros de corredor. En otros términos, como Aguarroya, Andiuz, Artadía, Cercondoa, Chirriturría, Landerdoya y Saragoría, también se encuentran yacimientos del Eneolítico y Edad del Bronce. También se conservan vestigios de poblados de la Edad del Hierro como Dorre, Gasteluzar y Guencelaya, en donde se encontró un ara decorada con cabeza de toro.
Una intervención arqueológica, encargada por el Gobierno de Navarra para proceder a la restauración del cerco, se llevó a cabo entre los meses de noviembre de 2007 y febrero de 2008, y confirmó la existencia de un asentamiento romano fechado entre los siglos I a. C. y II d. C. La ausencia de estratos y estructuras arqueológicas de época romana bajoimperial, de época tardoantigua y de época altomedieval, indica que este espacio quedó abandonado hasta los siglos centrales de la Edad Media.
La contribución de Artajona a la historia del cooperativismo agrario de Navarra fue decisiva: el 10 de noviembre de 1904 se fundó la Cooperativa Agrícola Caja Rural, el 3 de diciembre de 1939 la Bodega Cooperativa San Francisco Javier, el 24 de noviembre de 1944 el Trujal Cooperativo Nuestra Señora de la Merced, el 6 de agosto de 1962 la Cooperativa Trilladora Nuestra Señora de Jerusalén y el 3 de julio de 1965 la Cooperativa Conservera San Saturnino.
Durante la guerra civil española Artajona fue conocida porque fue la localidad de la que salió un mayor número de requetés voluntarios (775 de los 800 hombres disponibles en el pueblo).

## Demografía
Artajona cuenta con una población de 1774 habitantes (INE 2024).
| Gráfica de evolución demográfica de Artajona entre 1842 y 2021                                                      |
| |
| Población de derecho según los censos de población del INE Población de hecho según los censos de población del INE |

## Administración y política
| Periodo   | Nombre                 | Partido | Partido                                    |
| --------- | ---------------------- | ------- | ------------------------------------------ |
| 1999-2003 | Jesús Zabalegui Jimeno |         | Unión del Pueblo Navarro (UPN)             |
| 2003-2011 | Pedro María Egea Ortiz |         | Agrupación Independiente de Artajona (AIA) |
| 2011-2015 | Beatriz Mendia Vélaz   |         | Agrupación Independiente de Artajona (AIA) |
| 2015-2019 | Adolfo Vélez Ganuza    |         | Artajona Gestión y Desarrollo (AGD)        |
| 2019-act. | Juan Ramón Elorz       |         | Artajona Gestión y Desarrollo (AGD)        |

| Partido político                           | 2019  | 2019       | 2015  | 2015       | 2011  | 2011       | 2007  | 2007       | 2003  | 2003       | 1999  | 1999       | 1995  | 1995       |
| Partido político                           | %     | Concejales | %     | Concejales | %     | Concejales | %     | Concejales | %     | Concejales | %     | Concejales | %     | Concejales |
| Artajona Gestión y Desarrollo (AGD)        | 64,07 | 6          | 58,33 | 6          | 46,63 | 4          | —     | —          | —     | —          | —     | —          | —     | —          |
| Artaxona                                   | 35,93 | 3          | 32,58 | 3          | —     | —          | —     | —          | —     | —          | —     | —          | —     | —          |
| Partido Popular (PP)                       | —     | —          | 7,10  | 0          | —     | —          | —     | —          | —     | —          | —     | —          | —     | —          |
| Agrupación Independiente de Artajona (AIA) | —     | —          | —     | —          | 47,10 | 5          | 48,96 | 5          | 38,71 | 4          | 42,07 | 4          | 51,45 | 5          |
| Unión del Pueblo Navarro (UPN)             | —     | —          | —     | —          | —     | —          | 32,55 | 3          | 34,01 | 3          | 51,31 | 5          | 43,85 | 4          |
| Partido Socialista de Navarra (PSN-PSOE)   | —     | —          | —     | —          | —     | —          | 16,67 | 1          | 25,42 | 2          | —     | —          | —     | —          |

## Cultura

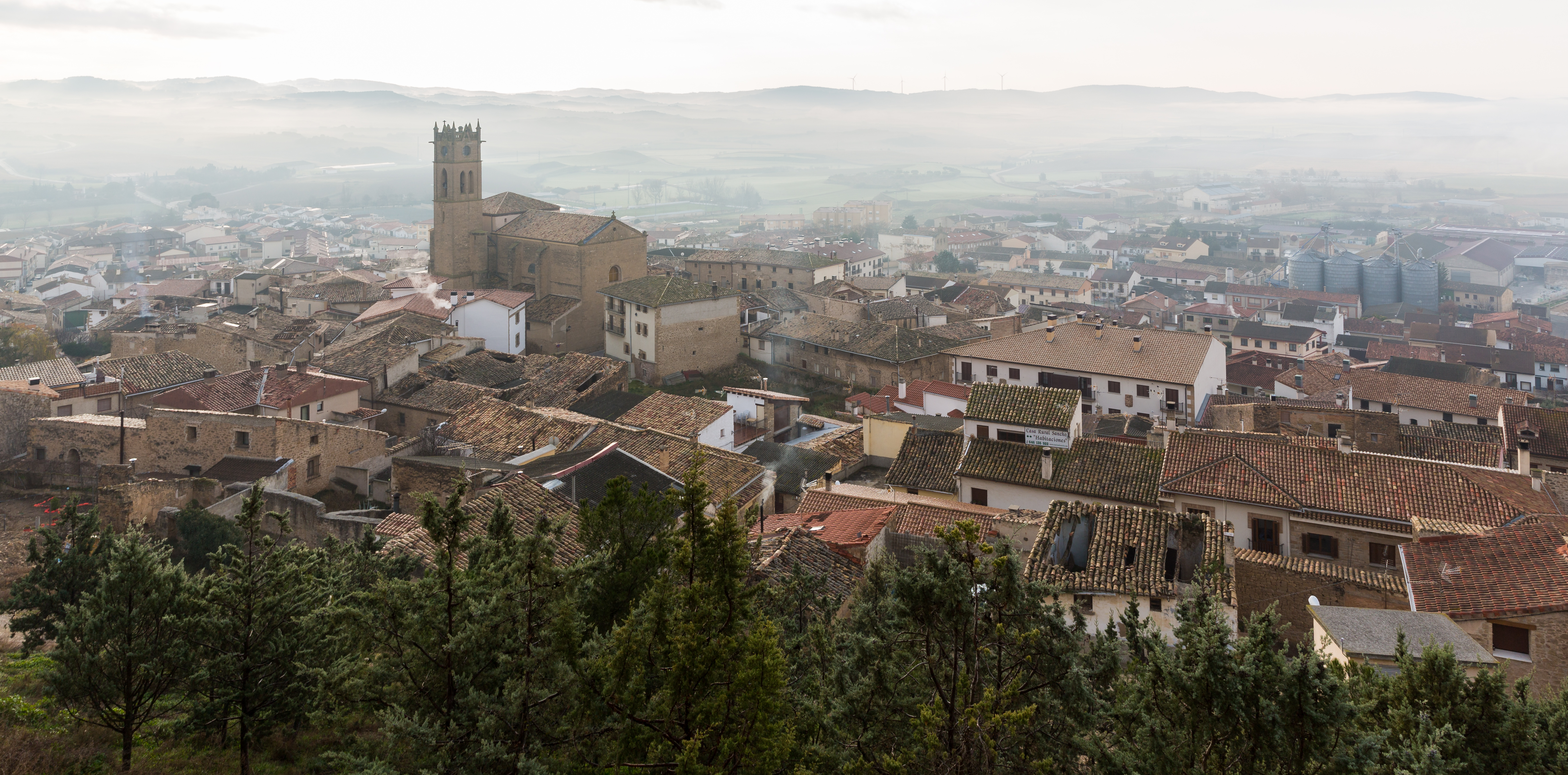
Vista de Artajona desde el Cerco

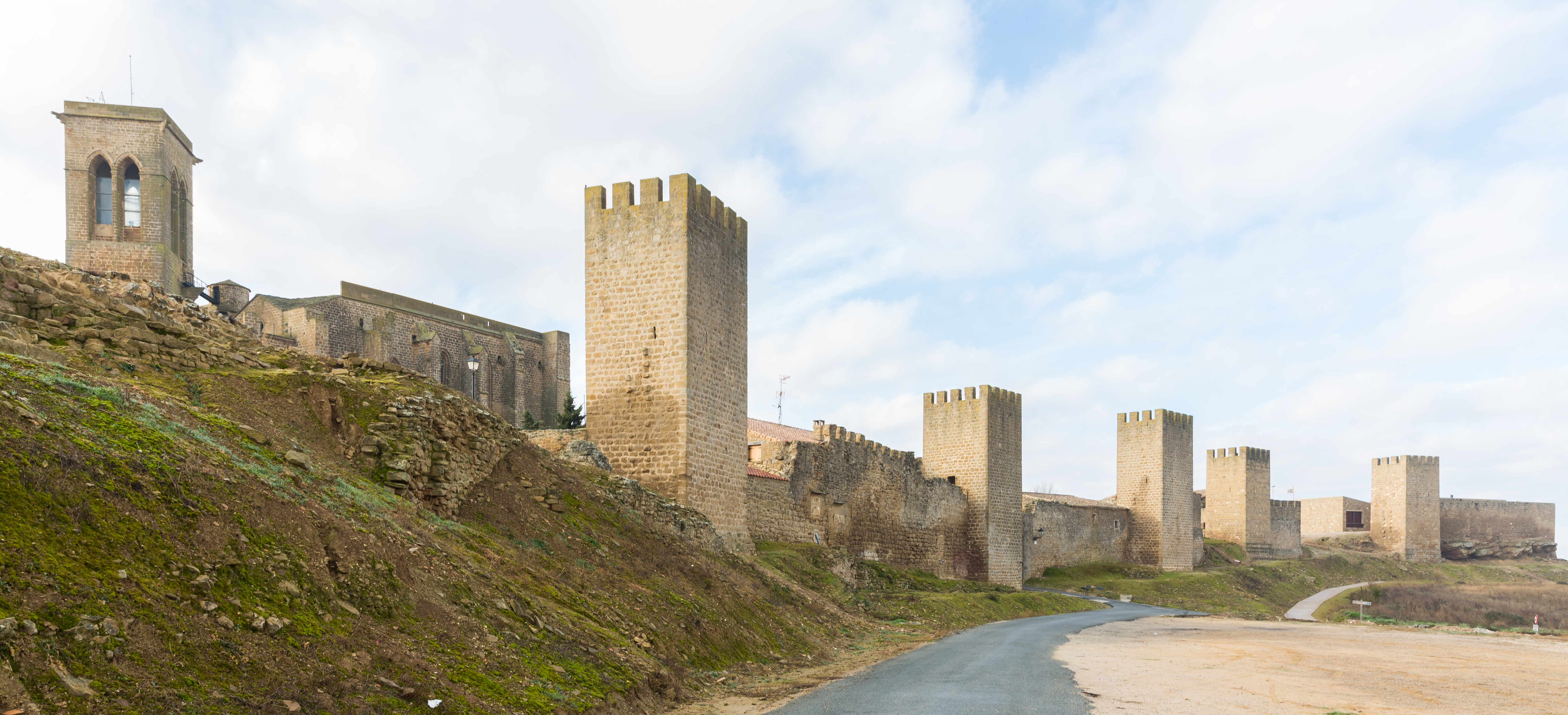
Vista exterior del cerco de Artajona

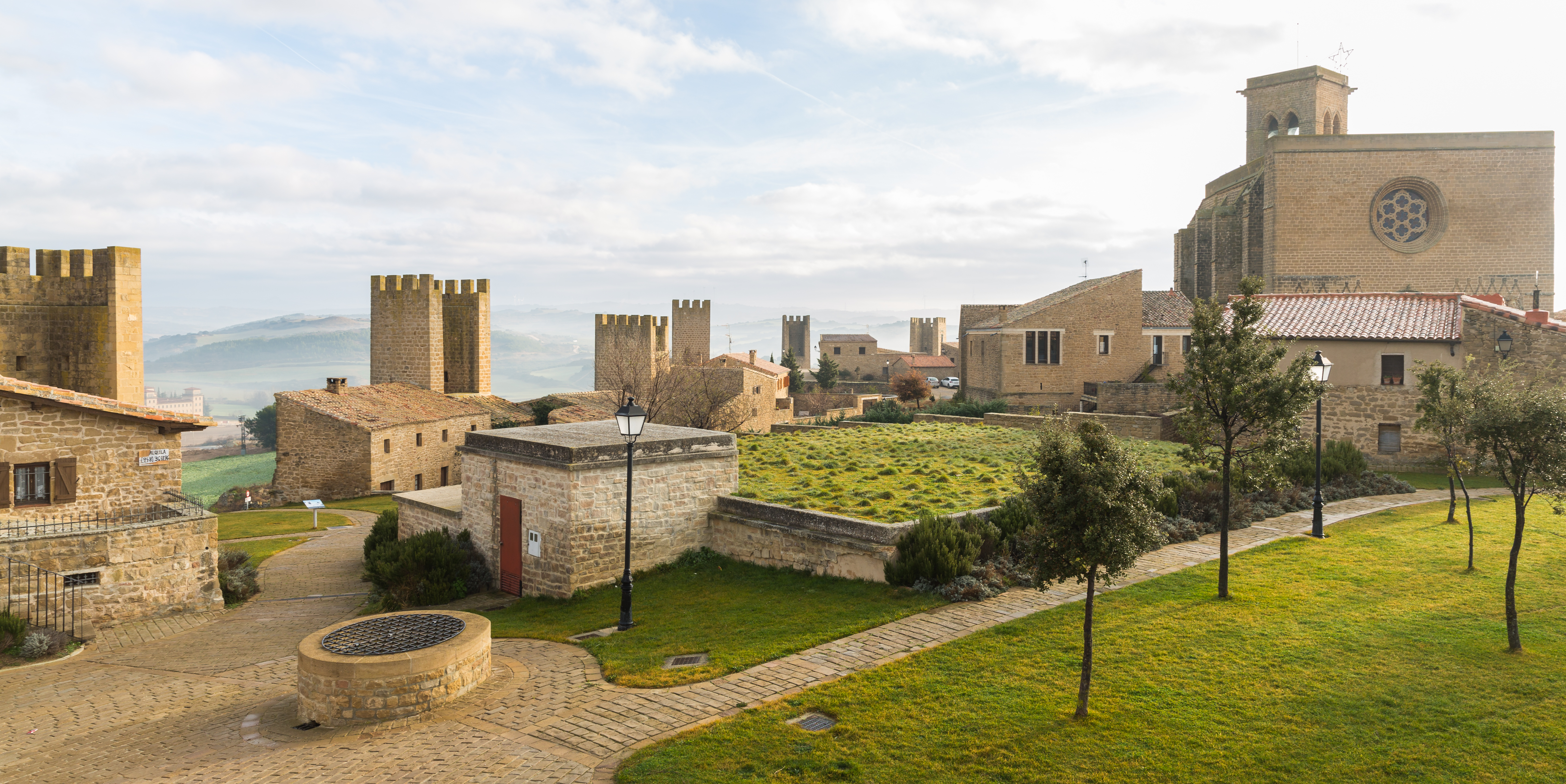
Vista interior del cerco

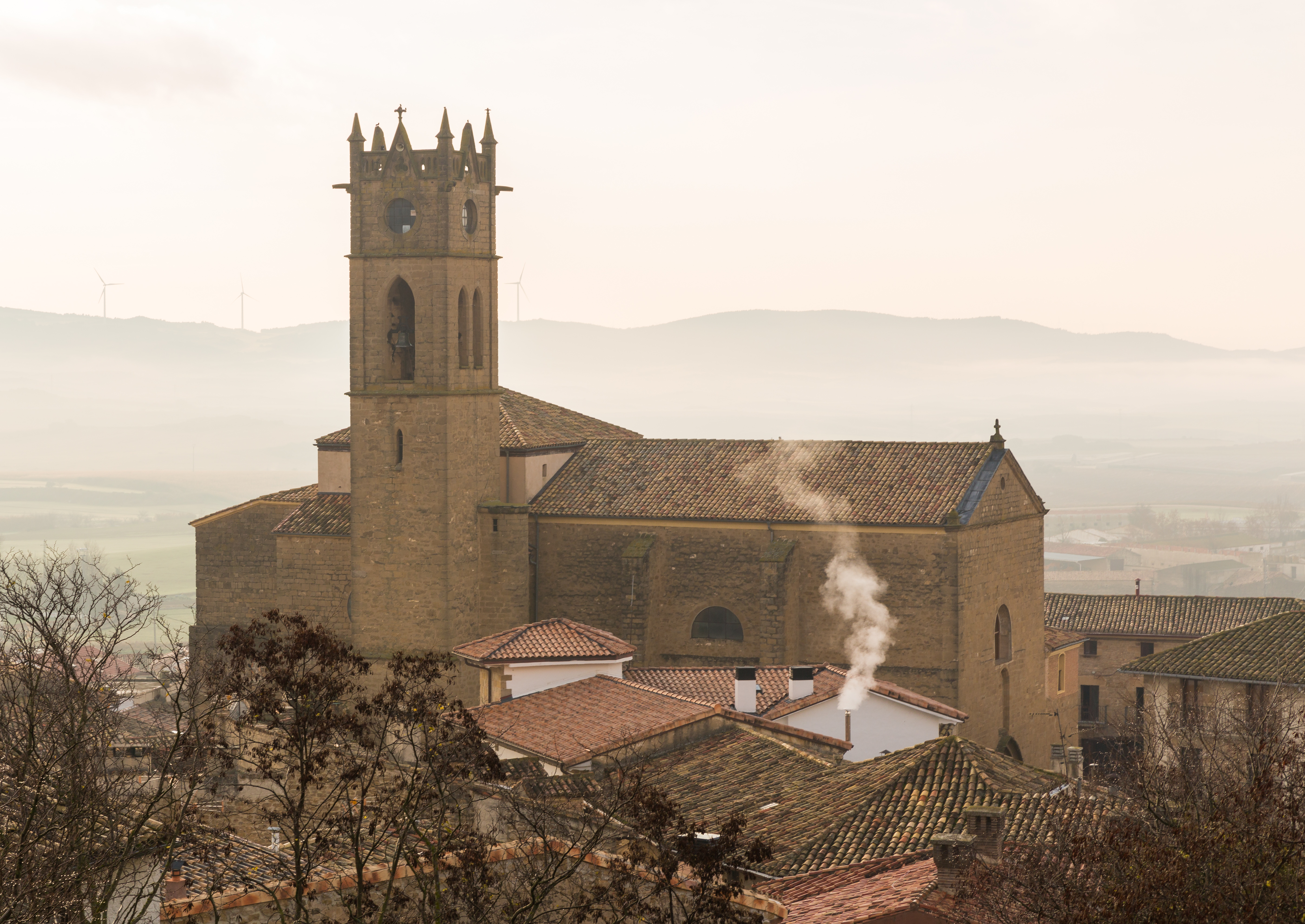
Iglesia de San Pedro

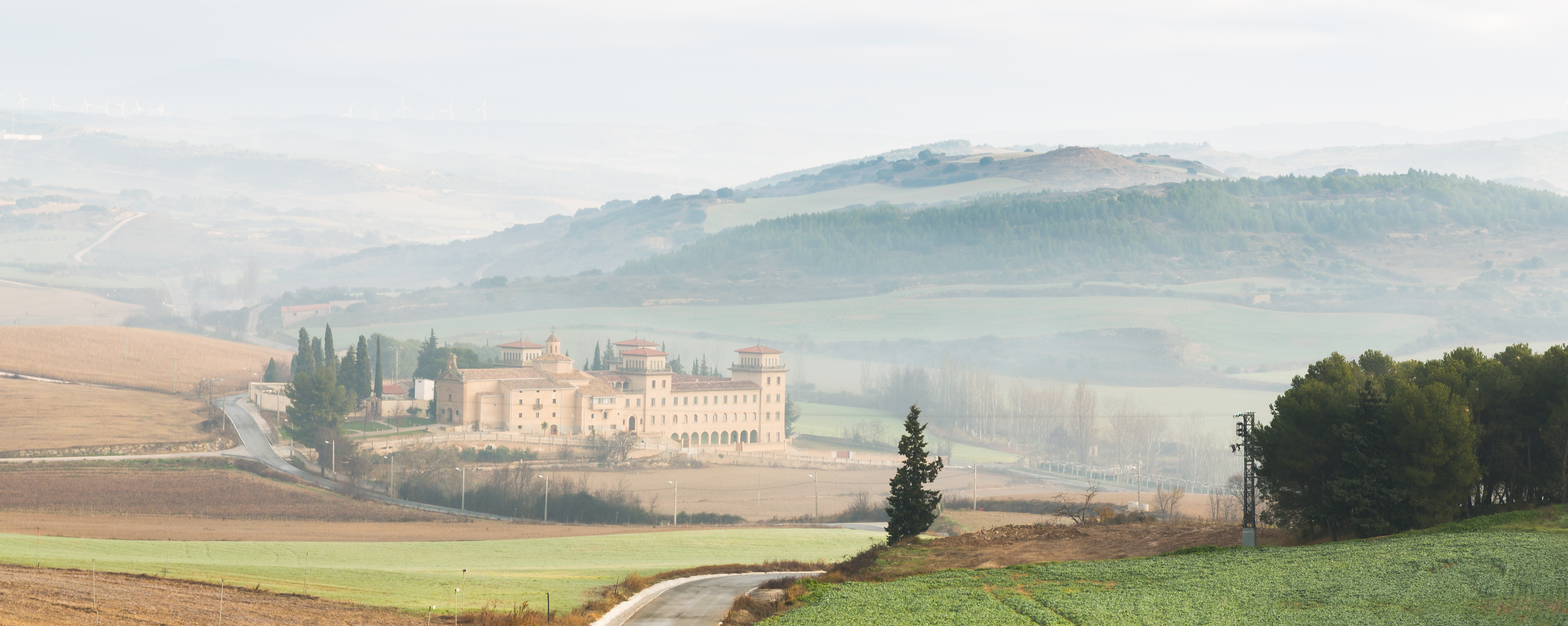
Ermita de Nª Sra. de Jerusalén

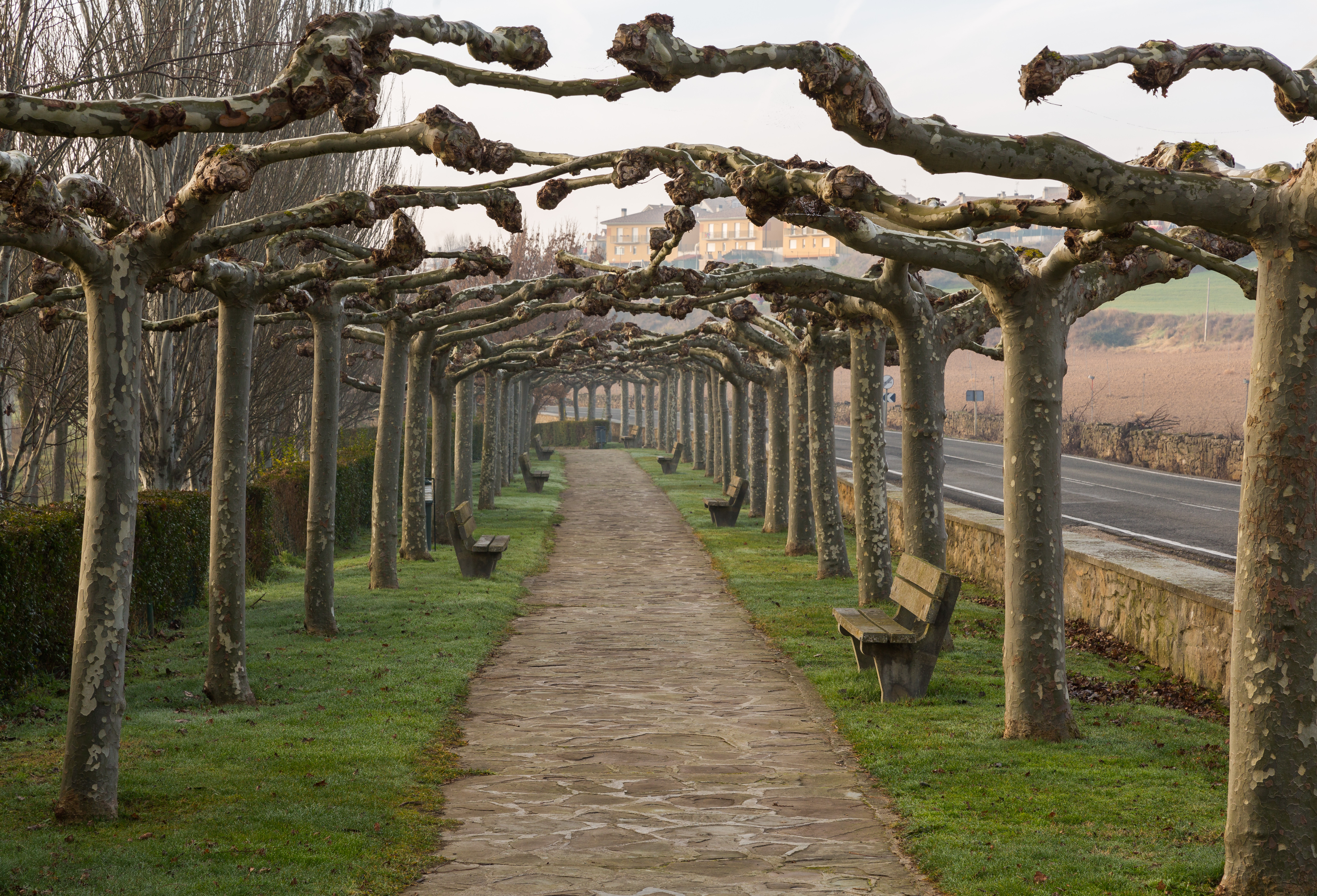
Paseo de invierno en Artajona

- Fin de semana medieval: tiene lugar en agosto; en él se muestra la artesanía y la cultura del municipio.[5]

### Patrimonio

#### Monumentos religiosos
- Iglesia de San Saturnino del siglo XIII.
- Ermita de nuestra Señora de Jerusalén: en ella se encuentra una talla de la Virgen de Jerusalén.
- Iglesia de San Pedro
- Ermita de San Bartolomé
- Cruz de piedra: a la que da nombre a su calle.

#### Monumentos civiles
- El Cerco: recinto amurallado del siglo XII con dos campanas que se bandean en días festivos.
- Dólmenes: el Dorre, el dolmen de la mina y el Portillo de Enériz.
- Casco urbano medieval: calle empedrada, arco de Mayora.
- Fuente de los Caños: fuente de piedra en forma de arco con dos salidas de agua y pequeños estanques que son llenados por ella.

### Fiestas
- Las Fiestas patronales: en honor de la Virgen de Jerusalén, se celebran del 7 a 15 de septiembre.
- Las Fiestas chiquitas: se celebran el 19 de marzo (San José).
- San Saturnino, Patrón de Artajona: se celebran el 29 de noviembre (San Saturnino). En esta fecha se celebra la gran carrera de las layas.
- Fiestas medievales: último fin de semana de agosto.[5]

### Leyendas
- Llegada de la Virgen de Jerusalén
- La cueva de Santa Catalina
- El Reino de Artajona -histórico-

El Reino de Artajona
Es un pequeño y fugaz reino en el interior de la actual Navarra que surgió a mediados del siglo XII, concretamente desde 1144 hasta 1158. En 1144, el Rey de Pamplona García Ramírez se casa con doña Urraca, hija de Alfonso VII de Castilla, recibiendo ésta como dote las villas de Artajona, Olite, Larraga, Cebror y Miranda de Arga. El monarca pamplonés murió en 1150 y su viuda primero, y posteriormente su hermanastro Sancho III el Deseado continuaron gobernando el territorio artajonés, independiente pero vinculado a Castilla, hasta su restitución a Navarra en 1158.

### Deporte
La localidad cuenta con un club 
de fútbol que es el C.A. Artajonés. Juega en el campo de La Alameda de hierba natural y actualmente milita en la categoría de Tercera RFEF.